# Friedrich Wilhelm Bierling
Friedrich Wilhelm Bierling (né en 1676 à Magdebourg et mort en 1728) est un théologien protestant allemand.

## Biographie
Friedrich Wilhelm Bierling professa la théologie à Rinteln, se distingua par son talent pour la prédication et fut en correspondance avec Leibniz. 
Il est l'auteur de plusieurs dissertations savantes, dont De Pyrrhonismo historico, Leipzig, 1724.